# Дрндич, Даша
Даша Дрндич (сербохорв. Daša Drndić; 10 августа 1946, Загреб — 5 июня 2018, Риека) — хорватская писательница, литературный критик, переводчик.

## Биография
Закончила философский факультет Белградского университета. По стипендии Фулбрайта стажировалась в университете Южного Иллинойса и Университете Кейс Вестерн резерв. Защитила в Риеке диссертацию о феминизме и политической ангажированности в литературе. Преподавала в университете Риеки современную британскую словесность и литературное мастерство. Помимо прозы писала пьесы для радио. Переводила Борхеса, Гомбровича, Одена, Далтона Трамбо, Томаса Бергера и др.

## Книги
- Put do subote (1982)
- Камень с неба/ Kamen s neba (1984)
- Marija Częstochowska još uvijek roni suze ili Umiranje u Torontu (1997)
- Canzone di guerra (1998; словен. пер. 2011)
- Totenwande, Zidovi smrti (2000)
- Doppelgänger (2002)
- Leica format, роман (2003; словен. пер. 2011)
- After Eight, статьи о литературе (2005)
- Feministički rukopis ili politička parabola: drame Lillian Hellman (2006)
- Sonnenschein — dokumentarni roman (2007, премия Киклоп книжного фестиваля в Пуле[4], короткий список премии «Индепендент» за переводную прозу, 2013; словен. пер. 2009, голл. и пол. пер. 2010, англ. пер. 2011, фр. пер. 2013)
- Апрель в Берлине/ April u Berlinu (2009)
- Belladonna, роман (2012, рец.)[5]

## Признание
Сочинения Дрндич переведены на ряд европейских языков. Её романы и радиодрамы удостоены национальных и зарубежных премий.